# Exora obsoleta
Exora obsoleta is een keversoort uit de familie bladkevers (Chrysomelidae). De wetenschappelijke naam van de soort werd in 1801 gepubliceerd door Johann Christian Fabricius.